# Делта, Тереза
Тереза Делта (2 ноября 1919, Сан-Паулу — 6 августа 1993, Сан-Бернарду-ду-Кампу, Сан-Паулу) — бразильский политик, одна из первых женщин, занявших пост мэра Бразилии. Играла ведущую роль в Палате советников Сан-Бернарду-ду-Кампу.

## Политическая карьера
Примерно в 1943 году Тереза переехала жить в Сан-Бернардо, поселившись на ферме у слияния дорог Мар и Вергейро.
В конце 1946 — начале 1947 года она поддержала кампанию Адемара де Барроса на пост губернатора штата Сан-Паулу, а в городе поддерживала народное движение протеста против мэрии перед лицом проблем нехватки сахара, масла и других предметов, заработав всеобщие симпатии. Адемар де Баррос, будучи избранным и приведённым к присяге губернатором, удалил Уоллеса Симонсена из мэрии и назначил Терезу мэром по буферному мандату со вступлением в должность в 1947 году. Она оставалась на посту до конца того же года, когда были проведены выборы члена совета и мэра.
Тереза Дельта была избрана членом совета с наибольшим количеством голосов, когда-либо зарегистрированных в Сан-Бернардо. Она была избрана мэром Палаты в период с 1948 по 1951 год, после чего оставила должность, чтобы занять место в Законодательном собрании штата Сан-Паулу, где заседала с 1951 по 1955 год. Во время этого мандата она отвечала за создание первой государственной школы в городе, Instituto de Educação João Ramalho, строительство здания школьной группы Maria Iracema Munhoz, строительство виадука на 23-м километре шоссе Аншиета, а также за завершение государством работ по постройке первой государственной городской больницы, которая сегодня называется Hospital Escola Anchieta. В то же время она сумела в 1953 году поднять муниципалитет до категории комарки, чей форум был установлен два года спустя исполняющим обязанности мэра Сигизмундо Сержиу Баллотимом.
В 1960 году она снова стала членом Конгресса штата, поскольку её заместитель был призван на временное место в Законодательном собрании штата. После ухода из политики она продолжала заниматься малым предпринимательством и умерла 6 августа 1993 года.